# Irish Cup 1882-83
Irish Cup 1882–83 var den tredje udgave af Irish Cup, og turneringen blev vundet af Cliftonville FC, som dermed vandt turneringen for første gang.
Finalen blev spillet den 5. maj 1883 på Bloomfield Ground i Knock, Belfast og var et lokalopgør mellem to Belfast-klubber. Den blev vundet af Cliftonville FC, som besejrede Ulster FC med 5-0. Det var tredje sæson i træk at Cliftonville FC var i finalen, men altså første gang at holdet sikrede sig titlen. Ulster FC havde vundet sin semifinale mod de forsvarende mestre Queen's Island FC med 4-1, mens Cliftonville FC havde besejret Alexander FC med 7-1.

## Udvalgte resultater

### Semifinaler
| Dato | Kamp                           | Res. |
| ---- | ------------------------------ | ---- |
|      | Cliftonville FC – Alexander FC | 7–0  |
|      | Ulster FC – Queen's Island FC  | 4–1  |

### Finale
| Dato | Kamp                        | Res. | Spillested                        |
| ---- | --------------------------- | ---- | --------------------------------- |
| 5.5. | Cliftonville FC – Ulster FC | 5–0  | Bloomfield Ground, Knock, Belfast |